# Griffinia concinna
Griffinia concinna là một loài thực vật có hoa trong họ Amaryllidaceae. Loài này được (Mart. ex Schult. & Schult.f.) Ravenna mô tả khoa học đầu tiên năm 1971.